# Balatonberény
Balatonberény é um município da Hungria, situado no condado de Somogy. Tem 26,09 km² de área e sua população em 2019 foi estimada em 1.081 habitantes.